# Anne Kjersti Suvdal
Anne Kjersti Suvdal (30. juli 1987 i Gran) er en norsk håndboldspiller, der spiller for Oppsal IF. Hun fik debut på Norges håndboldlandshold i 2006.

## Opvækst
Anne Kjersti Suvdal er fra Gran på Hadeland i Oppland. Her voksede hun op sammen med sine forældre og storebroderen Ørjan. Anne Kjersti har altid været en aktiv pige, som havde svært ved at sidde stille. Hun forsøgte sig i barndommen med mange forskellige idrætsgrene samtidig med håndbolden. Hun startede - med sin mor som træner - på idrætsgymnastik som 3 årig og gik til gymnastik i 11 år. Hun har også - med faren som træner - gået til atletik, hvor hun fik erfaringer med hækkeløb, kast, løb og højdespring. Når ikke der stod gymnastik, atletik eller håndbold på programmet spillede hun fodbold med drengene fra hendes skole. 

## Karriere
Som 14 årig valgte hun at satse på håndbold, som hun syntes var mest hende. Anne Kjersti startede karrieren som bagspiller, men blev hurtigt gjort til fløj, da hun ikke voksede sig højere end 162 cm.
Da hun var 16 år startede hun på håndbold-linjen på Wang Toppidrett i Oslo. Året efter forlod hun Gran og flyttede på værelse i Oslo. Hun skiftede samtidig klub til Nordstrand og blev straks tilknyttet eliteholdet. Sæsonen efter blev hun rykket op i Nordstrands førsteholdstrup.
I sommeren 2013 skiftede hun til Viborg HK på en 2-årig kontrakt.